# Шокалов, Олег Русланович
Олег Русланович Шокалов (род. 21 февраля 1986, Терек, Кабардино-Балкарская АССР) — российский борец греко-римского стиля, обладатель Кубка мира в команде. Чемпион и призёр чемпионатов России.

## Карьера
В 8 летнем возрасте начал заниматься каратэ кёкусинкай, но спустя полгода решил перейти в бокс. Через месяц тренер по боксу уехал и секцию закрыли. Когда Олегу исполнилось 9 лет он решил попробовать свои силы в греко-римской борьбе, но возвращаясь с первой тренировки домой сломал ключицу. Из-за он не тренировался 1 год. В 1996 году, после выздоровления, юный спортсмен вернулся к занятиям греко-римской борьбой, где тренировался у Эдуарда Белгорокова. Через год Олег выиграл первенство района. Впоследствии борец неоднократно становился победителем и призёром соревнований различного уровня. Окончив 9 классов в 2001 году Олег перебрался в Краснодар, где поступил в училище олимпийского резерва. В Краснодаре продолжил тренировки у заслуженного тренера Игоря Иванова. Через два года выиграл бронзу на Первенстве России 2003 года в весовой категории 76 кг. В том же году занял первое место на летней Спартакиаде, выиграв в финале Евгения Попова из Новосибирска, которому проиграл на Первенстве России. В 2004 году на Первенстве России среди юниоров в весовой категории 84 кг стал бронзовым призёром. В 2005 году улучшил результат, став победителем Первенства России по греко-римской борьбе. На следующий год вновь завоевал золото Первенства России. Олег Шокалов в 2005 году был призван в Вооруженные Силы, где служил в течение пяти лет. В августе 2006 года он стал бронзовым призёром Первенства мира проходившего в Гватемале. Через год службы в октябре 2006 году в Баку он стал чемпионом мира среди военнослужащих. После этой победы спортсмену присвоено звание Мастер спорта России международного класса. Во взрослой категории в июле 2006 года в Москве он одержал победу на Гран-при Ивана Поддубного, где в финале одолел Оздена Серкана из Турции. Через полтора года в январе 2008 повторил свой успех став победителем этого же турнира, где в финальном поединке победил Заура Карежева из Москвы. В феврале 2008 году вошёл в сборную команду России для участия на Кубке мира в венгерском Сомбатхее, став обладателем трофея в командном зачёте. В апреле 2008 года неудачно выступил на чемпионате Европы в финском Тампере, завершив выступления на стадии 1/8 финала, уступив Аре Абрахамяну из Швеции. В феврале 2009 года во французском Клермон-Ферране в составе сборной Шокалов во второй раз стал победителем Кубка Мира. В июне 2009 года на чемпионате России в Краснодаре в финале одержал победу на Евгением Богомоловым из Новосибирска. В 2016 году по семейным обстоятельствам борец завершил спортивную карьеру.

## Спортивные результаты
- Гран-при Ивана Поддубного 2006 — ;
- Чемпионат Европы по борьбе среди юниоров 2006 — ;
- Чемпионат мира по борьбе среди военнослужащих 2006 — ;
- Гран-при Ивана Поддубного 2008 — ;
- Кубок мира по борьбе 2008 (команда) — ;
- Кубок мира по борьбе 2008 — 5;
- Чемпионат Европы по борьбе 2008 — 16;
- Гран-при Ивана Поддубного 2009 — ;
- Кубок мира по борьбе 2009 (команда) — ;
- Кубок мира по борьбе 2009 — 7;
- Чемпионат России по греко-римской борьбе 2009 — ;
- Гран-при Ивана Поддубного 2010 — ;
- Чемпионат России по греко-римской борьбе 2010 — ;
- Чемпионат России по греко-римской борьбе 2011 — ;
- Кубок России по греко-римской борьбе 2012 (команда) — ;
- Чемпионат России по греко-римской борьбе 2012 — ;
- Чемпионат мира по борьбе среди студентов 2012 — ;